# Mogette

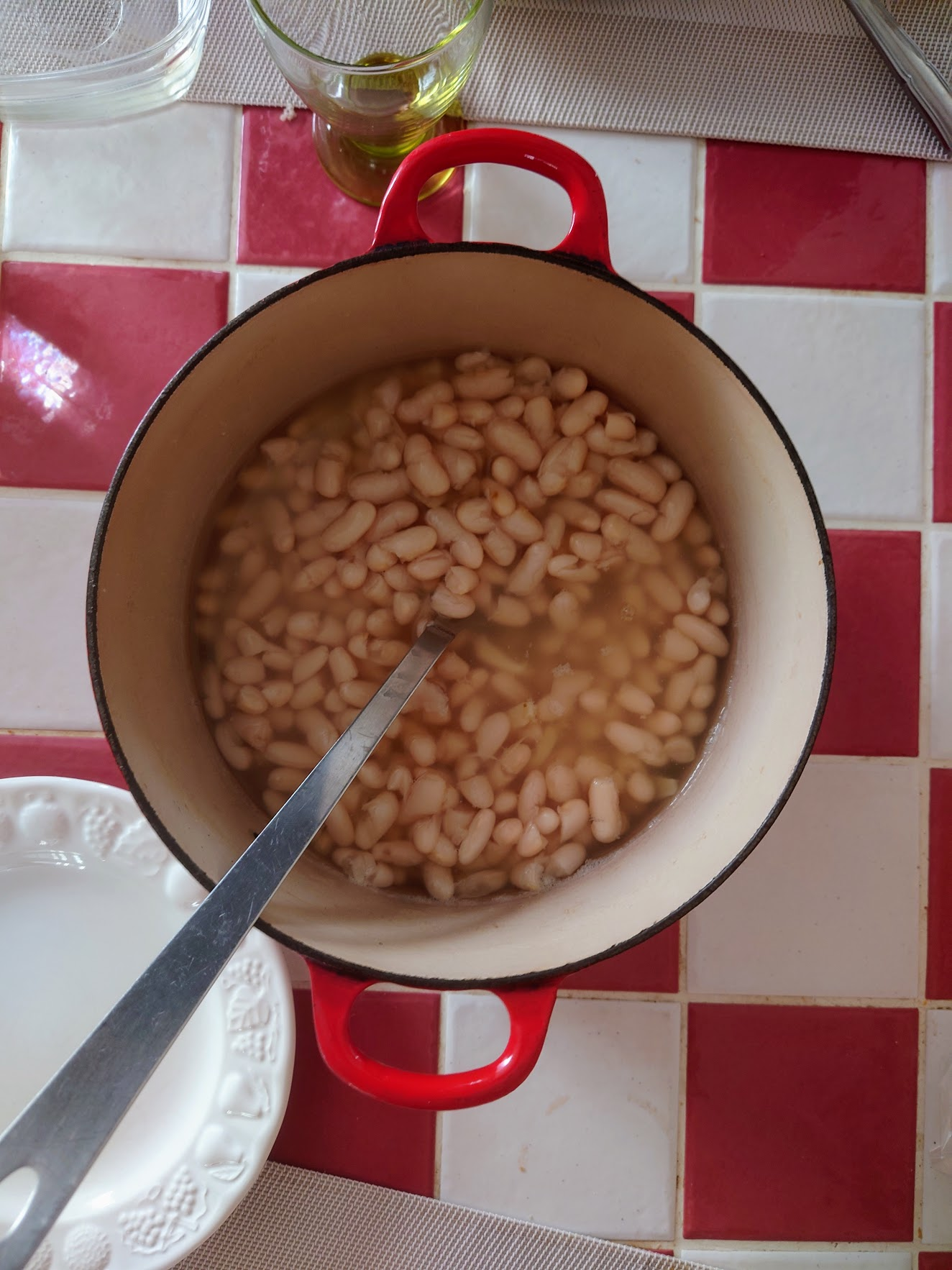
Plato de alubias mogette.

La mogette es una alubia blanca de la especie Phaseolus vulgaris, originaria de Vendée (Francia).

## Historia
Originaria del Nuevo Mundo, la alubia (haricot en francés) fue introducida en Francia en el siglo XVI. En el oeste de Francia se le dio corrientemente el término de « mojhette ».
La alubia se ha convertido en un producto tradicional, anclado en el patrimonio gastronómico francés. Su implantación llevó con el tiempo al desarrollo de variedades locales específicas, sobre todo en las regiones del oeste de Francia, entre las cuales figura la mogette de Vendée.
La "Mogette de Vendée" obtuvo el 9 de octubre de 2010 el label europeo IGP.

## Cocina

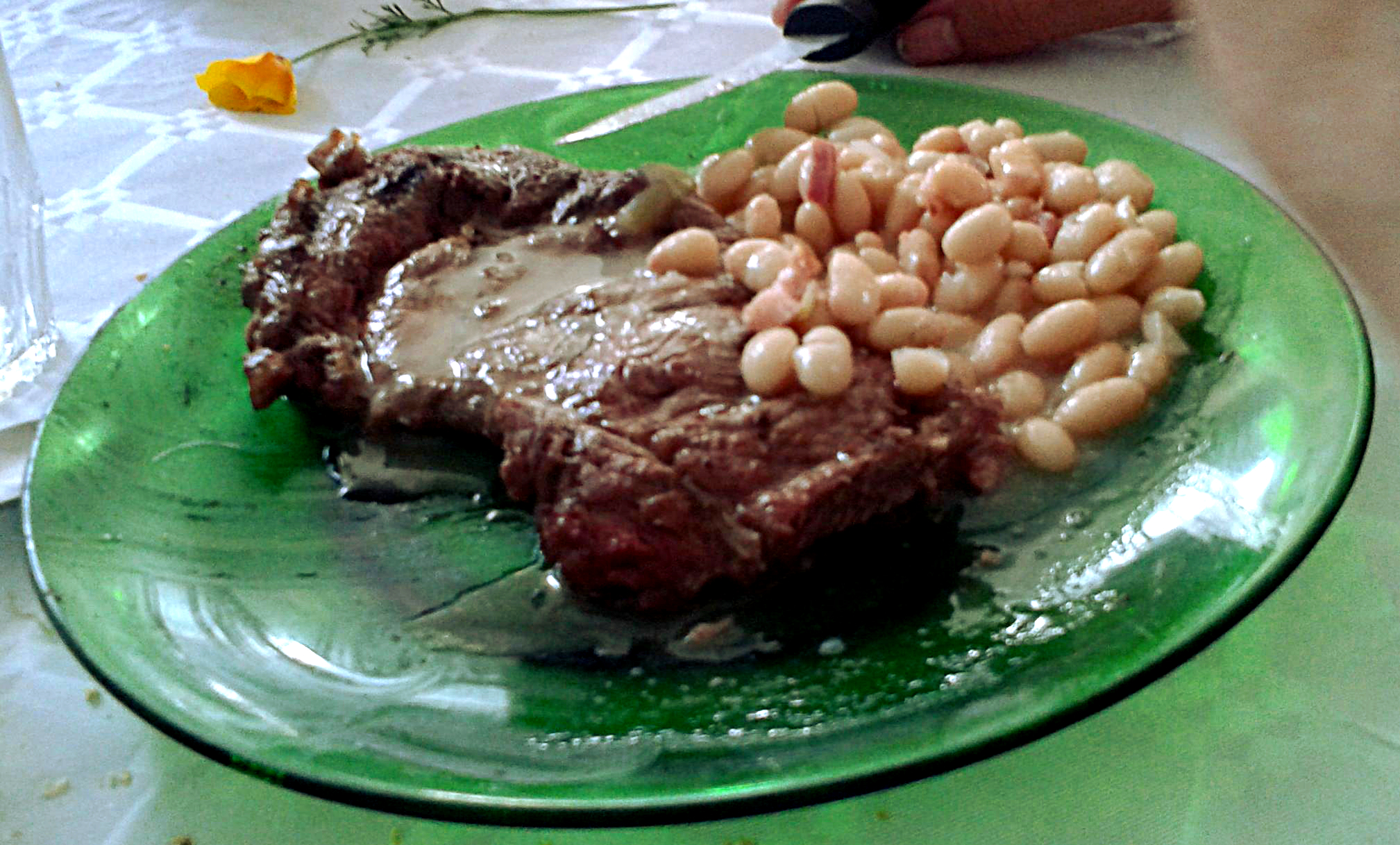
Mogettes cocidas, servidas con carne.

Se degusta tradicionalmente con jamón de Vendée, o también muy caliente sobre una tostada con mantequilla y frotada con ajo (tostada de mogette). En Charente se consume con cortezas de cerdo y dientes de león con aceite de nuez.

## Extensión geográfica de la IGP de la mogette de Vendée
La IGP incluye a 222 municipios de Vendée y a 13 de Loire-Atlantique.